# Küß’ mich als gäb’s kein Morgen
Küß’ mich als gäb’s kein Morgen ist ein 1960 entstandener, US-amerikanischer Exploitationfilm im Gewand eines Gesellschaftsmelodrams. Die deutsche Film-Nachwuchshoffnung Barbara Valentin, die in diesem Film international groß herausgebracht werden sollte, spielt hier wie schon so oft in ihrer jungen Karriere, eine laszive Verführerin.

## Handlung
Filmregisseur Larry Worthington ist wieder einmal pleite und wird deshalb von einem Hotelmanager sehr unsanft vor die Tür gesetzt. An seiner Seite ist nur noch der treue Fotograf Jerome geblieben. Als beide sehen, wie ein Schwimmer eine Blondine aus dem Wasser rettet, laufen sie sofort dorthin. Vielleicht lässt sich ja mit dem einen oder anderen Foto einer gut gebauten, blonden Wassernixe etwas Geld verdienen. Kurzerhand bemächtigt sich Larry der ohnmächtigen Schönheit, die ihn dann prompt als erstes erblickt, als sie wieder erwacht. Sie nennt sich Valentine und erzählt Larry, dass sie als Model für Bademoden auf einem Schiff posiert habe und dabei über Bord gefallen sei. Larry sieht in ihr die große Chance, beruflich wieder Oberwasser zu bekommen und verspricht der wohlgeformten Schönen, aus ihr einen großen Filmstar zu machen. Larry stattet sie optisch wie einen Filmstar à la Marilyn Monroe aus, und bald verdreht Valentine den Männern reihenweise die Köpfe. Einer von ihnen, ein gewisser Dirk Vangard, scheint recht vermögend zu sein, schenkt er Valentine doch bereits beim ersten Rendezvous in der freien Natur ein Diamantarmband. 
Als Valentine von Larry und dessen Kumpel Jerome erfährt, dass das Filmprojekt, das Valentine groß herausbringen soll, wegen akuten Geldmangels zu platzen droht, sagt sie den beiden, dass sie sich deswegen keine Sorgen machen sollen. Sie weiß schon, woher und von wem sie die dringend benötigten Scheine bekommen wird. Ein wenig Augenklimpern, die pralle Brust vorgestreckt und mit samten-verruchter Nachtclubstimme ihren Wunsch vorgetragen, und sofort ist Vangard bereit, Valentines gesamten Film zu finanzieren. Was niemand weiß: Das in den Film investierte Geld gehört Dirk überhaupt nicht. Er hat es von seiner Ex-Freundin Nadja veruntreut und dabei auch noch ihre Diamanten mitgehen lassen. Nadja kocht vor Wut, als sie von dem Vangard-Valentine-Worthington-Film in der Zeitung liest. Derweil plant Larry Worthington, sein Werk auf einem Filmfestival groß herauszubringen.
Tatsächlich hat der Streifen „Blonde Dynamite“ großen Erfolg und soll auf dem Festival von Venedig laufen. Nadja ist derweil nicht untätig geblieben und mitsamt Rechtsanwalt Vangard nachgereist, um ihren Ex zur Rede zu stellen. In einem kleinen Landgasthof an der Fernverbindungsstraße will sie dem Hallodri, der gerade einer anderen Frau eine große Filmkarriere verspricht, eine heftige Szene machen. Als Vangard Nadja sieht, türmt er sofort. Derweil knüpft Valentine in Venedig auf einer ausgelassenen Party einen neuen Filmkontakt. Doch der Mann, der sie dorthin gelockt hat und den sie für einen einflussreichen Produzenten hielt, will nur mit ihr ins Bett. Aus dieser misslichen Lage rettet sie im letzten Moment Larry. Als es wenig später zur ersten direkten Konfrontation zwischen Valentine und Liz kommt, weil Liz nicht nur Valentine mit Dirk tanzen sieht, sondern an ihr auch noch gestohlenen Diamanten ausmacht, geraten sich die beiden Frauen augenblicklich in die Haare und prügeln sich. Alle Beteiligten werden wenig später von der Polizei abgeführt. Als der Film tatsächlich einen Preis bekommt, währt die Freude nur kurz. Liz lässt das Negativ beschlagnahmen, da es mit ihrem Geld entstanden ist, und Valentine lässt ihren Dirk augenblicklich fallen. Mit dem strahlenden Lächeln einer wankelmütigen und berechnenden Filmdiva wirft sie sich nun wieder ihrem Entdecker Larry an den Hals und will ihn plötzlich sogar unbedingt heiraten.

## Produktionsnotizen
Küß’ mich als gäb’s kein Morgen wurde 1960 unter anderem in München gedreht und erlebte mutmaßlich seine Uraufführung am 7. Juli 1961 in der Bundesrepublik Deutschland. In Österreich wurde der Streifen am 5. Oktober 1962 erstmals gezeigt, in den USA am 22. November 1962 in San Francisco.
Barbara Valentin, die ihre Rolle in einer Mischung aus unschuldig-naiver Kindfrau und amoralisch-berechnender Sexbombe anlegt, absolviert in diesem Film auch zwei Gesangsauftritte.

## Kritiken
Paimann’s Filmlisten bemängelte bei Küß’ mich als gäb’s kein Morgen eine „primitive Story“ und befand den Film als „ebenso ambitionslos gedreht wie talentarm gespielt.“
Das Lexikon des Internationalen Films nannte den Trashstreifen eine „abgeschmackte Kolportage“.